# 376 f.Kr.

## Händelser

### Efter plats

#### Grekland
- Den atenske amiralen Kabrias vinner en sjöseger åt Aten över den spartanska flottan utanför ön Naxos. Slaget inleds av atenarna för att bryta spartanernas blockad av Atens sädleveranser från Svarta havet.
- Den thrakiska staden Abdera plundras av triballerna.

## Födda
- Olympias, hustru till Filip II av Makedonien och mor till Alexander den store (död 316 f.Kr.)

## Avlidna
- Zhou An Wang, kung av den kinesiska Zhoudynastin